# Star (nautica)
Lo Star è un natante a vela nato nel 1911 per mano dello statunitense Francis Sweisguth, rientra nella categoria internazionale delle barche a chiglia. ed ha partecipato a 16 edizioni dei Giochi olimpici. La classe è governata dalla International Star Class Yacht Racing Association, è probabilmente la più prestigiosa delle classi veliche dove tutti i migliori velisti del mondo si sono cimentati.

## Caratteristiche tecniche

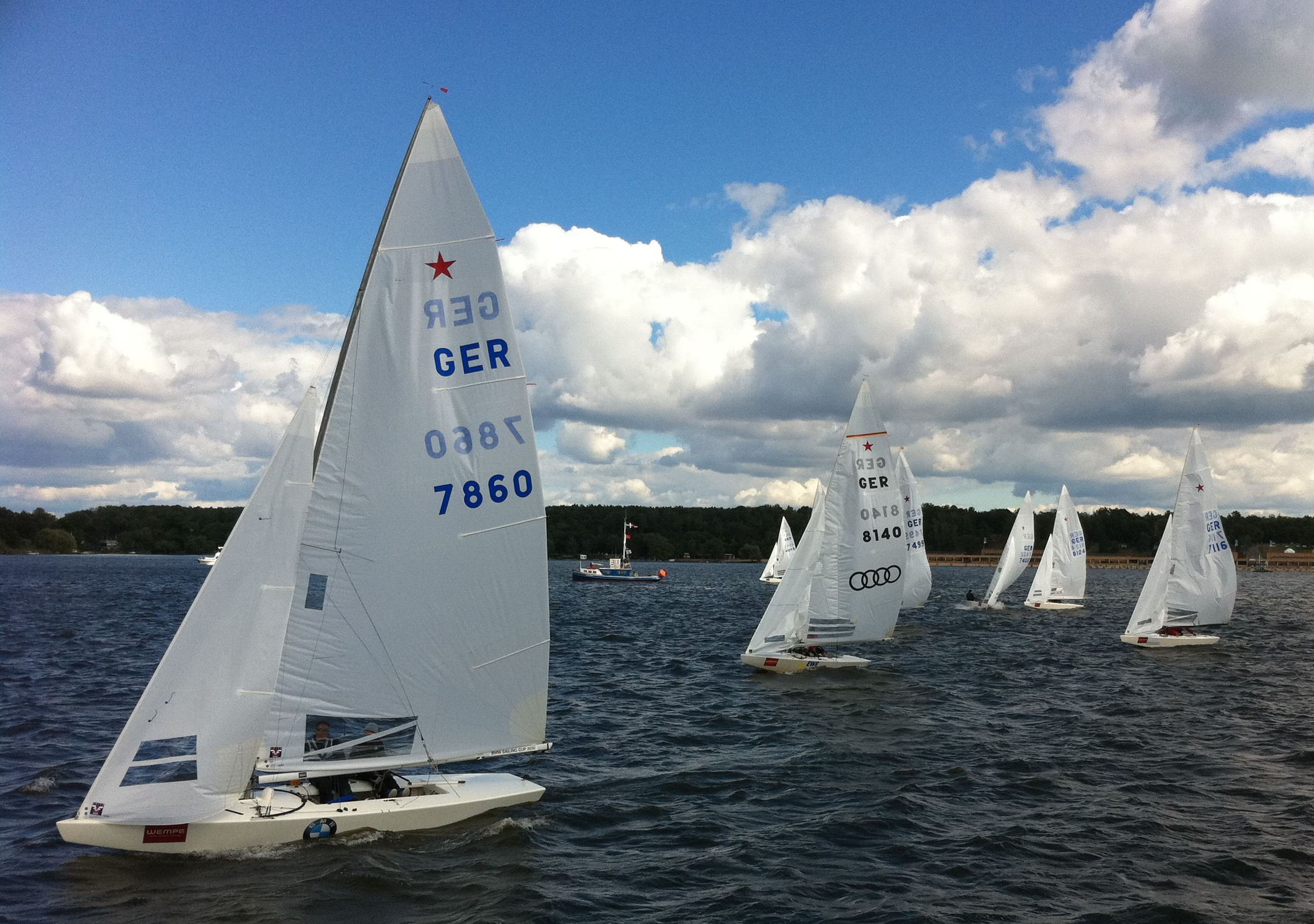
Star regata (2010)

Oltre il sistema che caratterizza l'imbarcazione a deriva mobile (da Sx a Dx) quale la classe "Finn" e la classe "Flying Dutchmann" vi sono quelle a chiglia alla quale appartiene la classe "Star", "la Dragone" (quella con scafo marrone, chiglia grigia) e la classe internazionale 5,5 metri. Queste imbarcazioni furono presenti alle Olimpiadi del 1960-64-68.

- Lunghezza fuori tutto 6,92 m
- Larghezza 1,73 m
- Peso 662 kg
- Superficie velica 26 m2

## Equipaggio
L'equipaggio è formato da 2 persone. Nei tempi si ricorda Dennis Conner, Paul Cayard la coppia italiana Agostino Straulino e Nicolò Rode, pluricampioni olimpionici. 
Guido Postiglione fu campione d'Europa nel 1935 (http://starclass.org/history/europeanchamps1935.shtml) a bordo del Sirah
Agostino Straulino ha ottenuto una medaglia d'oro alla XV Olimpiade (Helsinki - 1952) e  una medaglia d'argento alla XVI Olimpiade (Melbourne - 1956)
Franco Cavallo e Camillo Gargano vinsero la medaglia di Bronzo ai Giochi Olimpici di Città del Messico del 1968 e Giorgio Gorla con Alfio Peraboni furono Bronzo Olimpico a Mosca nel 1980 e Los Angeles nel 1984.

## Velatura
- Randa
- Fiocco, tangonato nelle andature al lasco